# Хмара Оорта

Художня ілюстрація хмари Оорта та поясу Койпера, розміри тіл завищені для наочності.

Хмара Оорта — гіпотетична область Сонячної системи, що є джерелом комет з довгим періодом обертання. Безпосередніми спостереженнями існування хмари Оорта не підтверджено, однак численні непрямі факти вказують на її існування.
Вперше ідею існування такої хмари висунув естонський астроном Ернст Епік 1932 року, надалі її теоретично розробляв нідерландський астрофізик Ян Оорт у 1950-х, на честь якого й було названо область.
Очікувана відстань від Сонця до зовнішньої межі хмари Оорта становить 50—100 тис. астрономічних одиниць — приблизно світловий рік. Це становить майже чверть відстані до Проксими Центавра — найближчої до Сонця зорі. Пояс Койпера та розсіяний диск, дві інші відомі області транснептунових об'єктів, у тисячу разів менші за хмару Оорта. Зовнішня межа хмари Оорта визначає гравітаційний кордон Сонячної системи — сферу Гілла, яка розраховується для Сонячної системи у 2 світлових роки.
Хмара Оорта, як припускають, поділяється на дві окремі області: зовнішню (сферичну) хмару Оорта і внутрішню хмару Оорта в формі диска. Об'єкти в хмарі Оорта значною мірою складаються з водяних, аміачних і метанових льодів. Астрономи вважають, що об'єкти хмари Оорта сформувалися ближче до Сонця і були розсіяні далеко в космос під гравітаційним впливом планет-гігантів на ранньому етапі розвитку Сонячної системи.
Хоча прямих спостережень хмари Оорта не було, астрономи вважають її джерелом усіх довгоперіодичних комет і комет галлеївського типу, що прилітають у Сонячну систему, а також багатьох кентаврів і комет сімейства Юпітера. Зовнішня частина хмари Оорта є приблизною межею Сонячної системи, і легко може піддаватися впливу гравітаційних сил як зірок, що проходять неподалік, так і самої Галактики. Ці сили іноді змушують комети прямувати до центральної частини Сонячної системи. Короткоперіодичні комети, судячи з їхніх орбіт, можуть походити не лише з розсіяного диска, а й з хмари Оорта. Хоча об'єкти з поясу Койпера та більш віддаленого розсіяного диска спостерігалися і вимірювалися, об'єктами хмари Оорта на теперішній час можна вважати лише чотири: Седну, 2000 CR105, 2006 SQ372 і 2008 KV42.

## Гіпотези
Вперше ідею існування такої хмари висунув естонський астроном Ернст Епік 1932 року. У 1950-х ідею незалежно висунув нідерландський астрофізик Ян Оорт як засіб розв'язання парадоксу: в історії існування Сонячної системи орбіти комет непостійні; врешті-решт, динаміка диктує або їхнє зіткнення з Сонцем чи планетою, або викид планетними збуреннями поза межі Сонячної системи. Крім того, сонячне випромінювання поступово випарює з комет леткі речовини поки вони не розпадаються або не розвинеться ізоляційна кірка, яка запобігає подальшому випаровуванню. Оскільки комети неодноразово наближаються до Сонця, такі процеси мали б призвести до припинення кометної активності. Таким чином, вважав Оорт, комети, можливо, не сформувалися на їхніх поточних орбітах і, мабуть, провели майже весь час свого існування у зовнішній хмарі.
Існує два класи комет: короткоперіодичні комети та довгоперіодичні. Короткоперіодичні комети мають порівняно близькі до Сонця орбіти з періодом менше 200 років і малим нахилом до площини екліптики. Довгоперіодичні комети мають витягнуті орбіти, порядку тисяч а. о., і з'являються з усіх нахилів. Оорт зазначив, що є пік розподілу афеліїв (найбільш віддалених від Сонця точок орбіти) у довгоперіодичних комет — приблизно 20 000 а. о., який передбачає на цій відстані хмару комет зі сферичним, ізотропним розподілом. Відносно рідкісні комети з афеліями менше 10 000 а. о., ймовірно, пролетіли один або більше разів через Сонячну систему і тому мають орбіти, стислі тяжінням планет.

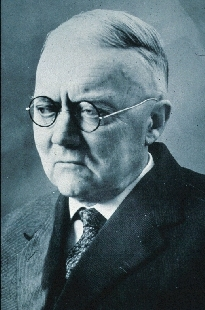
Ернст Епік першим припустив існування хмари на периферії Сонячної системи, з якої походять довгоперіодичні комети
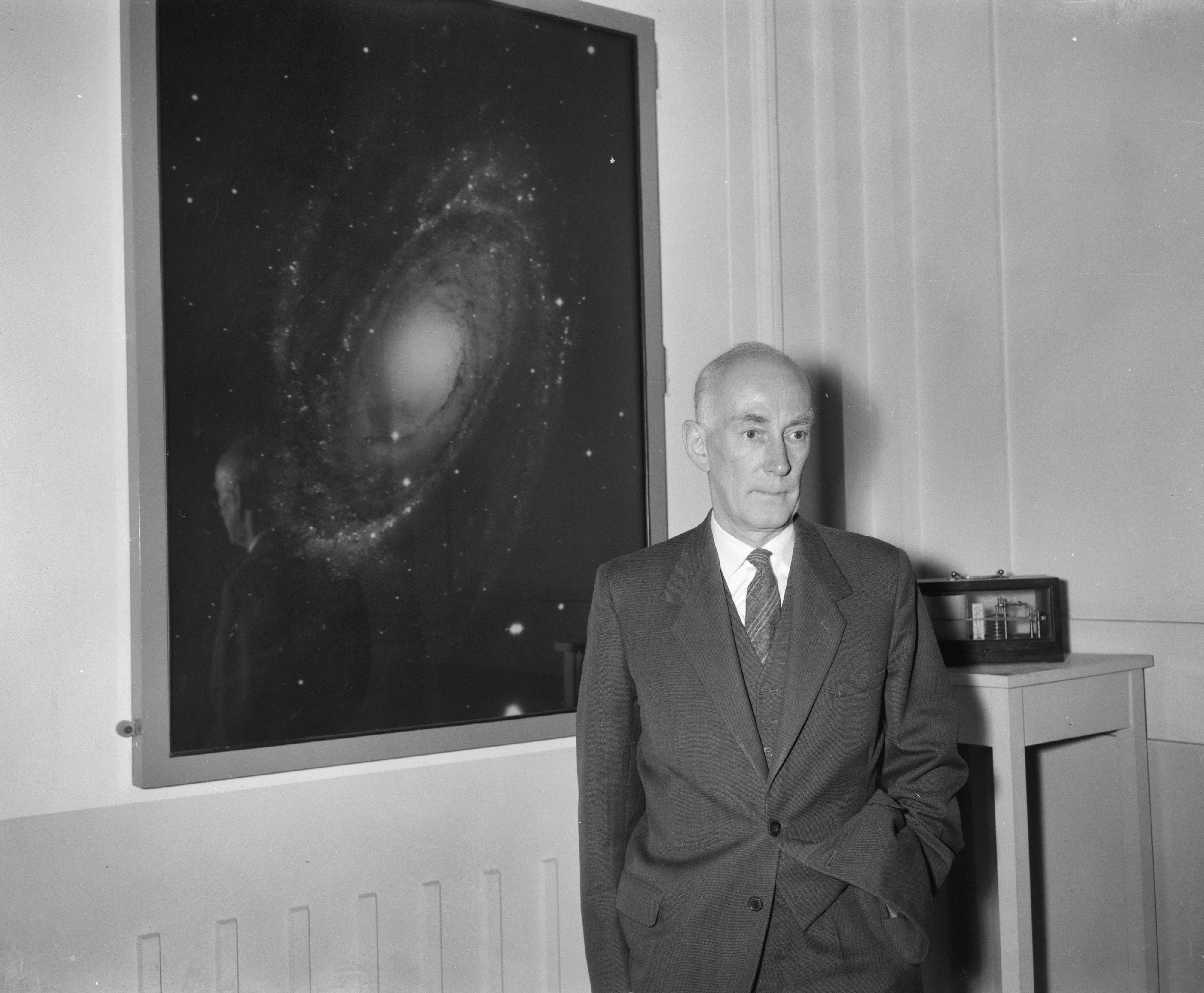
Ян Оорт відродив ідею про походження комет. Цю ділянку сонячної системи названо його ім'ям

## Структура і склад

Передбачувана відстань до хмари Оорта порівняно з усією іншою частиною Сонячної системи

Вважається, що хмара Оорта займає велику область на відстані від 2000—5000 а. о. до 50 000 а. о. від Сонця. Деякі оцінки розміщують зовнішній край між 100 000—200 000 а. о.. Ця область може бути поділена на сферичну зовнішню хмару Оорта (20 000—50 000 а. о.) і внутрішню хмару Оорта у формі тора (2000—20 000 а. о.). Зовнішня хмара слабко пов'язана з Сонцем і є джерелом довгоперіодичних комет, і, можливо, комет сімейства Нептуна. Внутрішня хмара Оорта також відома як хмара Гіллса, названа на честь Джека Гіллса, що припустив її існування 1981 року. Моделі передбачають, що у внутрішній хмарі в десятки або сотні разів більше кометних ядер, ніж у зовнішній; її вважають можливим джерелом нових комет для поповнення відносно мізерної зовнішньої хмари, оскільки вона поступово вичерпується. Хмара Гілла пояснює таку тривалість існування хмари Оорта протягом мільярдів років.
Зовнішня хмара Оорта, як припускають, містить кілька трильйонів ядер комет, більших 1,3 км (близько 500 мільярдів зі стандартною зоряною величиною, яскравішою за 10,9), з середньою відстанню між кометами у кілька десятків мільйонів кілометрів. Її повна маса достеменно не відома, але, припускаючи, що комета Галлея — відповідний дослідний зразок для всіх комет зовнішньої хмари Оорта, очікувана об'єднана маса дорівнює 3× 1025 кг., або приблизно в п'ять разів більше маси Землі. Раніше вважалося, що хмара масивніша (до 380 земних мас), але новітні відомості про розподіл розмірів довгоперіодичних комет призвели до значно нижчих оцінок. Маса внутрішньої хмари Оорта наразі невідома.
Виходячи з проведених досліджень комет, можна припустити, що переважна більшість об'єктів хмари Оорта складаються з різних льодів, утворених такими речовинами, як вода, метан, етан, чадний газ та ціановодень. Однак відкриття об'єкта 1996 PW (астероїда з орбітою, більш типовою для довгоперіодичних комет) наводить на думку, що в хмарі Оорта можуть бути й кам'яні об'єкти. Аналіз співвідношення ізотопів вуглецю та азоту в кометах як хмари Оорта, так і сімейства Юпітера показує лише незначні відмінності, попри те, що їхні області походження віддалені одна від одної. Із цього випливає, що об'єкти цих областей утворилися з протозоряної молекулярної хмари. Цей висновок також підтверджено дослідженнями розмірів частинок у кометах хмари Оорта і нещодавнім зіткнення космічного зонда Deep Impact з кометою Темпеля 1, що належить до сімейства Юпітера.

## Походження

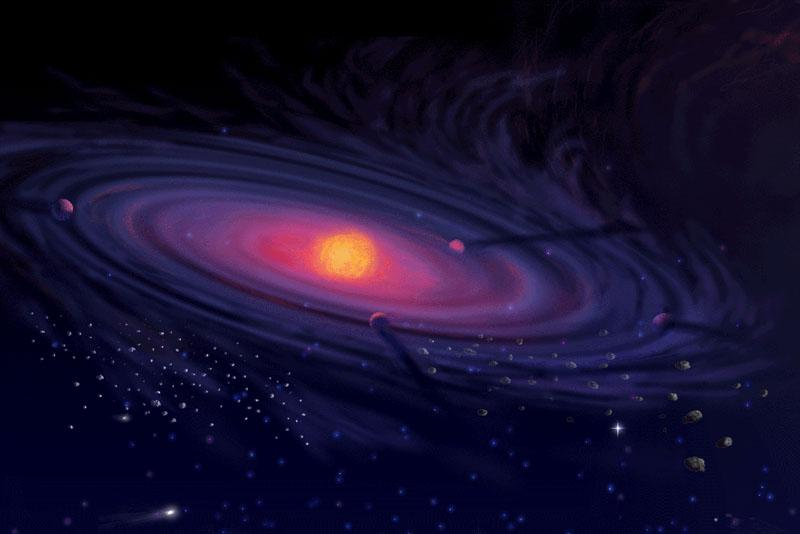
Художній образ протопланетного диска, аналогічного тому, з якого сформувалася Сонячна система. Вважається, що об'єкти хмари Оорта утворилися всередині такого диска (дуже далеко від поточного положення хмари), поблизу планет-гігантів, коли вони були на стадії формування, і їхня гравітація виштовхнула об'єкти, які сьогодні утворюють хмару Оорта, на периферію Сонячної системи.

Вважається, що хмара Оорта є залишком початкового протопланетного диска, сформованого навколо Сонця приблизно 4,6 мільярди років тому. Згідно з поширеною гіпотезою, об'єкти хмари Оорта спочатку формувалися набагато ближче до Сонця в тому ж процесі, в якому утворилися й планети, й астероїди, але гравітаційна взаємодія з молодими планетами-гігантами, такими, як Юпітер, відкинула об'єкти на надзвичайно витягнуті еліптичні або параболічні орбіти. Моделювання розвитку хмари Оорта, від витоків виникнення Сонячної системи до поточного періоду, показує, що маса хмари досягла максимуму приблизно через 800 мільйонів років після початку її формування, оскільки темп акреції та зіткнень сповільнилися і швидкість виснаження хмари стала більшою швидкості її поповнення.
Модель Хуліо Анхеля Фернандеса передбачає, що розсіяний диск, який є головним джерелом короткоперіодичних комет у Сонячній системі, також міг бути джерелом об'єктів хмари Оорта. Згідно з моделлю, приблизно половина об'єктів розсіяного диска переміщена назовні в хмару Оорта, в той час як чверть — зрушена всередину орбіти Юпітера й чверть — викинуто на гіперболічні орбіти. Розсіяний диск, можливо, все ще постачає хмару Оорта речовиною. В результаті, одна третина поточних об'єктів розсіяного диска, ймовірно, потрапить до хмари Оорта через 2,5 мільярди років.
Комп'ютерні моделі показують, що зіткнення кометного матеріалу під час періоду формування відігравали набагато більшу роль, ніж вважалося раніше. Згідно з цими моделями, кількість зіткнень у ранній історії Сонячної системи була настільки великою, що більшість комет руйнувалися перш ніж досягали хмари Оорта. Тому, поточна сукупна маса хмари Оорта набагато менша, ніж колись вважали і становить, як передбачається, лише малу частину викинутого матеріалу 50—100 мас Землі.
Гравітаційна взаємодія з сусідніми зорями та галактичні припливні сили змінили кометні орбіти, зробивши їх більш круглими. Це пояснює майже сферичну форму зовнішньої хмари Оорта. І хмара Хіллса, сильніше пов'язана з Сонцем, в підсумку все ж має набути сферичної форми. Нещодавні дослідження показали, що формування хмари Оорта сумісне з гіпотезою формування Сонячної системи, як частини зоряного скупчення з 200—400 зір. Ці ранні найближчі зорі, ймовірно, відігравали значну роль у формуванні хмари, оскільки в скупченні зближення зір траплялися набагато частіше, ніж тепер (коли скупчення розпалося).

## Комети

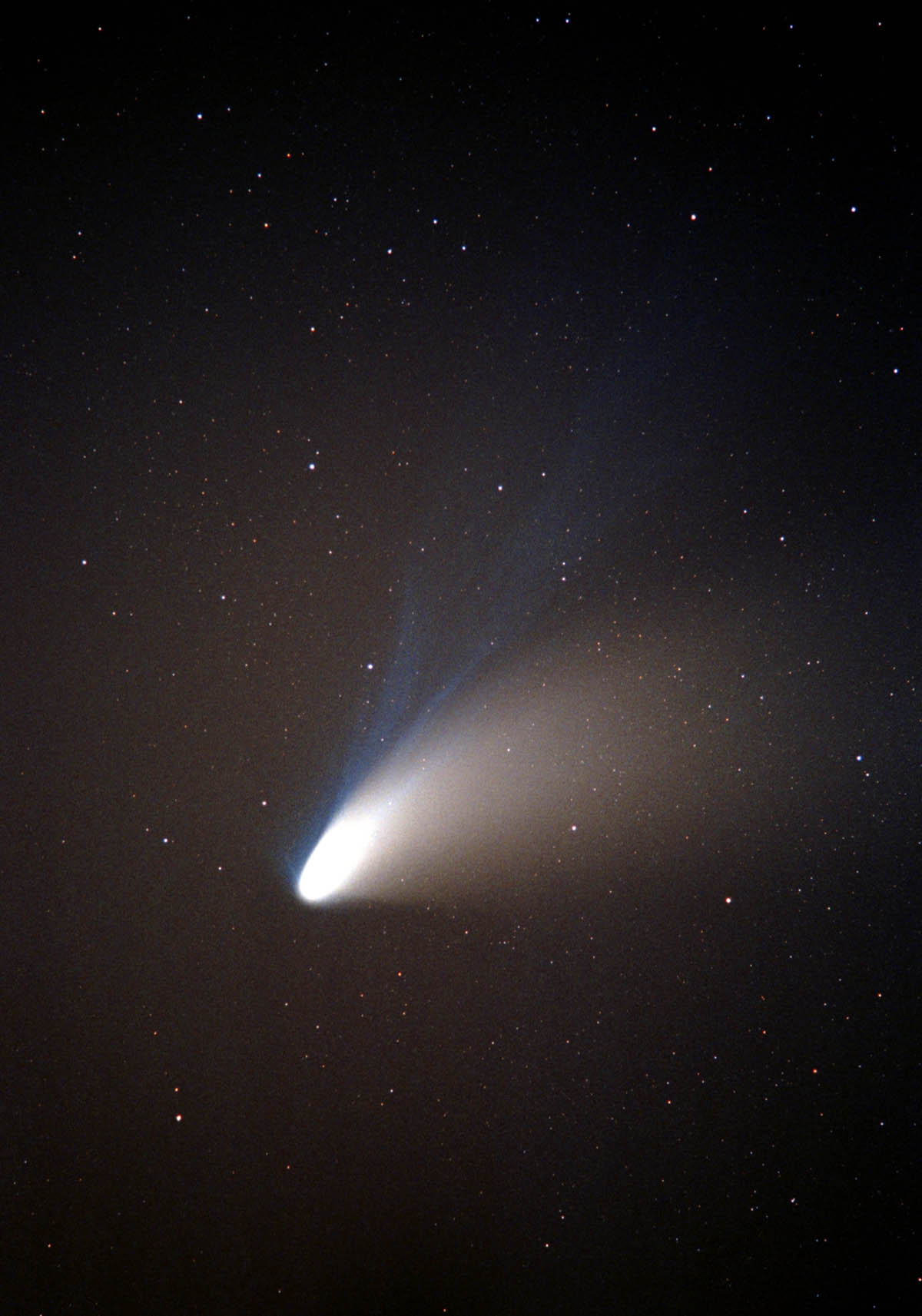
Комета Хейла-Боппа, яка походить із хмари Оорта

Вважають, що у комет є дві окремі області походження в Сонячній системі. Короткоперіодичні комети (з періодами до 200 років) за загальноприйнятою теорією походять із поясу Койпера або розсіяного диска — двох пов'язаних плоских дисків крижаного матеріалу, що починаються поблизу орбіти Плутона, на відстані близько 38 а. о. від Сонця і разом простягаються аж до 100 а. о. У свою чергу довгоперіодичні комети, як-от комета Гейла-Боппа, з періодами в тисячі років, походять із хмари Оорта. Орбіти в межах поясу Койпера відносно стійкі, тому припускають, що звідти походять лише деякі комети. Розсіяний диск же динамічно активний і є набагато імовірнішим місцем походження комет. Комети переходять з розсіяного диска до сфери зовнішніх планет, стаючи об'єктами, відомими як кентаври. Потім кентаври переходять на внутрішні орбіти та стають короткоперіодичними кометами.
Є два основних сімейства короткоперіодичних комет: сімейство Юпітера (з великими півосями менше 5 а. о.) і сімейство Нептуна, або галлеївське сімейство (таку назву дано через подібність їхніх орбіт до орбіти комети Галлея). Комети сімейства Нептуна незвичайні, тому що, хоча вони і є короткоперіодичними, їхня первинна область походження – хмара Оорта, а не розсіяний диск. Припускають, ґрунтуючись на їхніх орбітах, що вони були довгоперіодичними кометами, а потім були захоплені тяжінням планет-гігантів і спрямовані у внутрішню область Сонячної системи. Цей процес, можливо, також вплинув на орбіти істотної частини комет сімейства Юпітера, хоча більшість цих комет, як вважають, утворилась у розсіяному диску.
Оорт зазначив, що кількість комет, які повертаються, набагато менша, ніж передбачено його моделлю і ця проблема ще не вирішена. Ніякий відомий динамічний процес не може пояснити меншу кількість спостережуваних комет. Гіпотезами, що пояснюють цю невідповідність є:
- руйнування комет через припливні сили;
- зіткнення або нагрівання;
- втрата всіх летких речовин, що викликає непомітність деяких комет або формування ізолюючої скоринки на їхній поверхні[29].

Тривалі дослідження комет хмари Оорта показали, що їхня поширеність у області зовнішніх планет у кілька разів вища, ніж в області внутрішніх планет. Ця невідповідність могла виникнути через тяжіння Юпітера, який є своєрідним «бар'єром», захоплюючи комети, що надходять, та поглинаючи їх, як це було з кометою Шумейкер-Леві 9 1994 року.
Хмара Оорта містить трильйони крихітних крижаних тіл. Час від часу одне з них виштовхується і потрапляє у внутрішню частину Сонячної системи, де тепло сонця перетворює його в комети. Ці крижані тіла, як вважають, були відкинуті з області планет-гігантів, де вони формувалися, на початковому етапі формування Сонячної системи.

## Припливні ефекти

Аналогія галактичних припливних сил з припливними силами Місяця та спричинених ними збурень хмари Оорта зі збуреннями (припливами та відпливами) земних океанів.

Вважають, що поточні позиції більшості комет, помічених недалеко від Сонця, пояснюються гравітаційним викривленням хмари Оорта припливними силами, викликаними галактикою Чумацький Шлях. Так само, як припливні сили Місяця викривлюють океани Землі, викликаючи припливи та відпливи, таким же чином галактичні припливні сили викривлюють орбіти тіл у зовнішній Сонячній системі, притягуючи їх до центру Галактики. У внутрішній Сонячній системі, на відстані до 1000 а. о. від Сонця, ці ефекти незначні (порівняно з його гравітацією). Однак у зовнішній Сонячній системі тяжіння Сонця слабше і градієнт поля тяжіння Чумацького Шляху грає набагато більшу роль. Через цей градієнт галактичні припливні сили можуть спотворити сферичну хмару Оорта, розтягуючи її в напрямку до галактичного центру й стискаючи у перпендикулярному напрямку. Ці слабкі галактичні збурення можуть бути достатніми, щоб зсунути об'єкти хмари Оорта з їхніх орбіт у напрямку до Сонця. Відстань, на якій сила тяжіння Сонця поступається своїм впливом галактичному припливу, називають припливним радіусом усікання. Він лежить на відстані 100 000—200 000 а. о. і визначає зовнішню межу хмари Оорта, оскільки об'єкти, що перебувають далі гравітаційно не пов'язані з Сонцем.
Деякі вчені висувають теорію, що галактичні припливні сили сприяли формуванню хмари Оорта, збільшуючи перигелій планетозималей з великими афеліями. Ефекти галактичного припливу досить складні та дуже залежать від поведінки індивідуальних об'єктів планетарної системи. Однак, сукупний ефект може бути істотним: походження до 90 % комет із хмари Оорта, можливо, викликано галактичним припливом. Статистичні моделі орбіт спостережуваних довгоперіодичних комет показують, що галактичний приплив — основне джерело збурень орбіт, що зсуває їх до внутрішньої Сонячної системи.

## Взаємодія з сусідніми зорями
Окрім галактичних припливів, основним тригером для спрямування комет із хмари Оорта у внутрішню Сонячну систему, як вважають, є взаємодія між хмарою Оорта та гравітаційними полями сусідніх зір або велетенських молекулярних хмар. Обертаючись по своїй орбіті навколо центру Чумацького Шляху, Сонце іноді проходить досить близько до інших зоряних систем. Наприклад, близько 7 мільйонів років тому в околицях нашої сонячної системи пройшла зірка Алголь, а протягом наступних 10 мільйонів років пройде зірка Ґлізе 710. Цей процес також розсіює об'єкти хмари Оорта з площини екліптики, що, можливо, пояснює їхній сферичний розподіл.
1984 року фізик Річард А. Мюллер припустив, що Сонце має досі непоміченого супутника, коричневого карлика або червоного карлика, що рухається еліптичною орбітою в хмарі Оорта. Була висунута гіпотеза про проходження цього об'єкту, відомого як Немезида, через частину хмари Оорта приблизно кожні 26 мільйонів років, що призводило до бомбардування внутрішньої Сонячної системи кометами, зрушеними зі своїх орбіт. Однак, на сьогоднішній день ніяких доказів існування Немезиди не знайдено, а багато інших фактів (наприклад, підрахунок кратерів) поставили під сумнів її існування. Нещодавній науковий аналіз не підтримує ідею, що вимирання на Землі трапляються регулярно, через певні інтервали часу. Таким чином, у гіпотезі Немезиди більше немає необхідності.
Дещо схожу гіпотезу 2002 року висунув астроном Джон Матис (John Matese) із університету Луїзіани в Лафайеті. Він стверджує, що більшість комет прибувають до внутрішньої частини Сонячної системи не з випадкових областей, а з певних кластерів у хмарі Оорта, які можуть виникати в результаті взаємодії комет із невидимим об'єктом, масою щонайменше з Юпітер. Цей гіпотетичний газовий гігант отримав прізвисько Тіхе. Огляд усього неба за допомогою інфрачервоного телескопу WISE був здатен довести або спростувати гіпотезу Тіхе. У березні 2014 року, після аналізу даних, отриманих телескопом WISE, було оголошено, що на відстані до 26 тис. а. о. від Сонця немає об'єктів розміром з Юпітер або більше.

## Модифікована ньютонівська динаміка в межах хмари Оорта
Модифікована ньютонівська динаміка (MOND) припускає, що через таку віддаленість від Сонця, об'єкти, що складають хмару Оорта, мають набувати додаткового прискорення близько 10−10 м/с2 і, отже, перебувають у межах сфери, в якій відхилення від класичних ньютонівських законів набувають суттєвого значення. Відповідно до цієї гіпотези (яку було запропоновано для пояснення невідповідностей у кривій обертання галактик, які зазвичай пояснюють темною матерією), прискорення перестає бути пропорційним силі при дуже малих її значеннях. Якщо гіпотеза вірна, то це матиме серйозний вплив на погляди щодо формування і структури хмари Оорта. Однак, більшість космологів не вважають MOND вірною гіпотезою.

## Об'єкти хмари Оорта

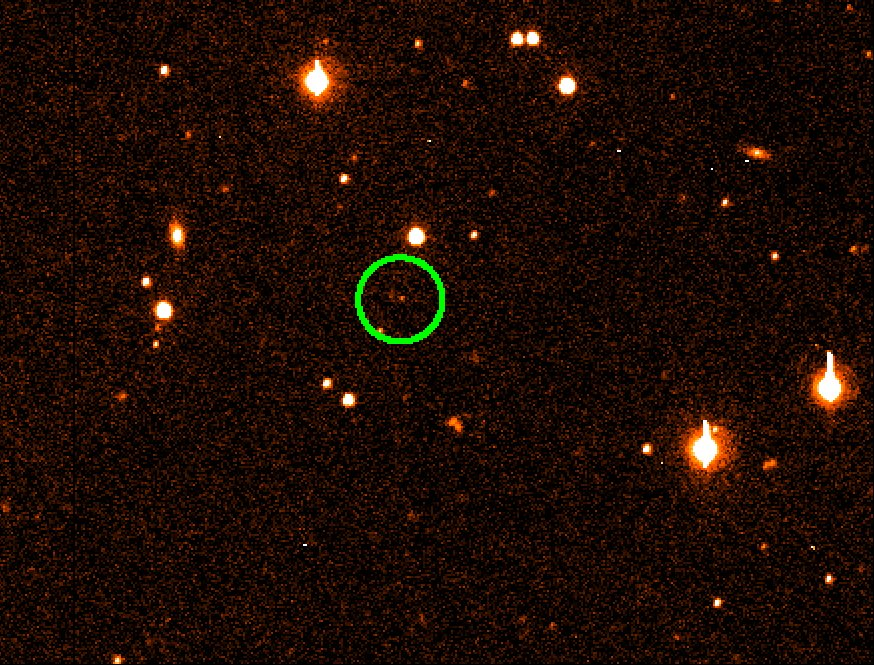
Седна — кандидат в об'єкти внутрішньої хмари Оорта

Анімація, яка показує орбіту Седни, виявленої у 2004 році — можливого об'єкта внутрішньої хмари Оорта.

Крім довгоперіодичних комет, тільки у кількох відомих об'єктів є орбіти, що передбачають їхню належність до хмари Оорта: Седни, 2000 CR105, 2006 SQ372, 2008 KV42, 2010 GB174 i 2012 VP113. Перші два, п'ятий та шостий, на відміну від об'єктів розсіяного диска, мають перигелії, розташовані поза гравітаційною досяжністю Нептуна і, таким чином, їхні орбіти не можуть бути пояснені збуреннями планет-гігантів. Якби вони сформувалися в поточних місцях перебування, їхні орбіти мали б бути від початку близькими до кола. В інших обставинах акреція (об'єднання малих тіл у велике) не була б можлива, тому що відносні швидкості між планетозималями були б великими, а зіткнення між ними — надто руйнівними. Їхні сучасні дуже витягнуті еліптичні орбіти можуть бути пояснені наступними гіпотезами:
1. Можливо, орбіти і розміри перигелію у цих об'єктів «підняті» проходженням сусідньої зірки в період, коли Сонце було ще в первісному зоряному скупченні[4].
2. Їхні орбіти, можливо, були порушені поки ще невідомим тілом хмари Оорта планетного розміру[48].
3. Вони, можливо, були розсіяні Нептуном під час періоду особливо високого ексцентриситету.
4. Вони були розсіяні тяжінням можливого масивного транснептунового диска на ранній епосі.
5. Можливо, вони були захоплені Сонцем під час проходження неподалік менших зір.

Гіпотези захоплення й «підняття», здається, найбільш узгоджуються зі спостереженнями.
18 серпня 2008 року на конференції «Слоанівський цифровий огляд неба: астероїди в космології» астрономи Вашингтонського університету навели докази походження транснептунового об'єкта 2006 SQ372 з внутрішнього хмари Оорта.
Деякі астрономи зараховують Седну та 2000 CR105 до «розширеного розсіяного диска», а не до внутрішньої хмари Оорта.
Щоб пояснити орбіту Седни, її першовідкривачі запропонували гіпотезу, що хмара Оорта простягається на відстань набагато ближчу до Сонця, ніж вважалося раніше. Таким чином, внутрішня хмара Оорта лежить у тій же площині, що й пояс Койпера та починається за кілька сотень астрономічних одиниць від Сонця. Якщо це справді так, з гіпотези випливає, що під час формування, Сонце було не ізольованою зорею, а частиною скупчення зір, розташованих неподалік одна від одної. У період формування хмари Оорта, об'єкти, викинуті газовими гігантами за межі Сонячної системи, як-от Седна, мали б гравітаційно взаємодіяти з цими зорями та стабілізувати свої орбіти на відстані, набагато ближчій до Сонця, ніж передбачали попередні теорії.
| Номер  | Назва      | Екваторіальний діаметр, км | Перигелій, а. о. | Афелій, а. о. | Рік відкриття | Першовідкривачі                                     |
| ------ | ---------- | -------------------------- | ---------------- | ------------- | ------------- | --------------------------------------------------- |
| 90377  | Седна      | 1180—1800                  | 76,1             | 892           | 2003          | Браун, Трухільйо, Рабіновіц                         |
| 148209 | 2000 CR105 | ≈250                       | 44,3             | 397           | 2000          | Ловеллівська обсерваторія                           |
| —      | 2006 SQ372 | 50—100                     | 24,17            | 2005,38       | 2006          | Слоанівський цифровий огляд неба                    |
| —      | 2008 KV42  | 58,9                       | 20,217           | 71,760        | 2008          | «Телескоп CFHT»                                     |
| —      | 2010 GB174 | 242                        | 48,5             | 673           | 2010          | «Телескоп CFHT»                                     |
| —      | 2012 VP113 | 315–640                    | 80,6 ± 2,6       | 446 ± 66      | 2014          | Американська астрономічна обсерваторія Серро-Тололо |

## Майбутні дослідження
Космічні зонди досі не досягали району Хмари Оорта. Одна з пропозицій щодо майбутніх експедицій полягає у використанні сонячного вітрила як рушія космічних апаратів. Орієнтовно, політ такого зонду до Хмари Оорта займе близько 30 років.